# Fasians
Els fasians (en llatí Phasiani, en grec antic Φασιανοί) eren una tribu de la part oriental del Pont, a la vora del riu Fasis (Phasis) que donava nom al poble i al districte, la Φασιανὴ χώρα (Fasiané chóra", terra dels fasians), com l'anomena Xenofont. També en parla Diodor de Sicília.